# عباس جميل
عباس جميل الشيخلي ملحن ومطرب عراقي

## سيرته
عباس جميل الشيخ قمر الشيخلي كانت له أهمية استثنائية في تاريخ الأغنية العراقية يمتلك تاريخاً فنياً حافلاً بالألحان الخالدة على امتداد أكثر من نصف قرن قدم فيه كل أجمل ما يمكن إلى الذائقة العراقية، وقد أتسمت ألحانه بطابعها المحلي البغدادي الاصيل، وهو والد المذيعة العراقية سحر جميل.
ولد في في محلة سراج الدين بمنطقة باب الشيخ وسط بغداد عام 1921، تأثر بالمقام العراقي وبرواد الموسيقى العربية.
اكمل دراسته الأكاديمية للموسيقى عام 1953 في معهد الفنون الجميلة.
تعرف عباس جميل على زهور حسين عام 1942 في دار الإذاعة وشكل معها ثنائياً متميزاً وغنت من ألحانه أغنيات ظلت عالقة في الذاكرة من بينها:((آني اللي أريد أحجي)) ((غريبة من بعد عينج يا يمه)) ((يم عيون حراكه)) ((جيت لأهل الهوى)) هله وكل الهله)).

## ألحانه
قدم ألحانه لعمالقة المطربين العراقيين منهم (زهور حسين وسليمة مراد ووحيدة خليل ونزهة يونس وأنصاف منير ولميعة توفيق وعفيفة إسكندر ونرجس شوقي وأحلام وهبي وعبد محمد وشهيد كريم وأحلام وهبي وصبيحة إبراهيم وعزيمة توفيق وللمطربين العرب امثال ليلى عبد العزيز وعباس البدري من الكويت وليلى حلمي من مصر وسلامة من لبنان).
كما قدم ألحانا بقيت خالدة لمطربين ومطربات بقيت خالدة من بينها «جا وين أهلنه» للمطربة وحيدة خليل و«ياطبيب» لداخل حسن ومن اغانيه الشهيرة (عليمن يا كَلب تعتب عليمن) و (بسكوت اون بسكوت) وغنى عباس أيضا أغاني ما زال العراقيون يرددونها وانتشرت في الوطن العربي منها «هذا الحلو كاتلني يا عمه» التي غناها الفنان البحريني خالد الشيخ والفنانة المصرية أنغام.

## تراثه
بلغ رصيده أكثر من (400) أغنية (بغدادية وريفية)، كانت لزهور حسين أكثر من (60) أغنية.
نال عباس جميل اوسمة كثيرة منها لقب (موسيقار) منحته الجامعة العربية في احتفال اقيم له بهذا الخصوص في القاهرة عام 1995 وقبل رحيله كرم من قبل اتحاد ديوان الشرق بوسام الابداع الثقافي.

## وفاته
توفي عام 2005 وهو في الرابعة والثمانين بعد أن قدم أعمالاً فنية خالدة.

## انظر
- باب الشيخ
- سحر ع.جميل